# Agnieszka Holland

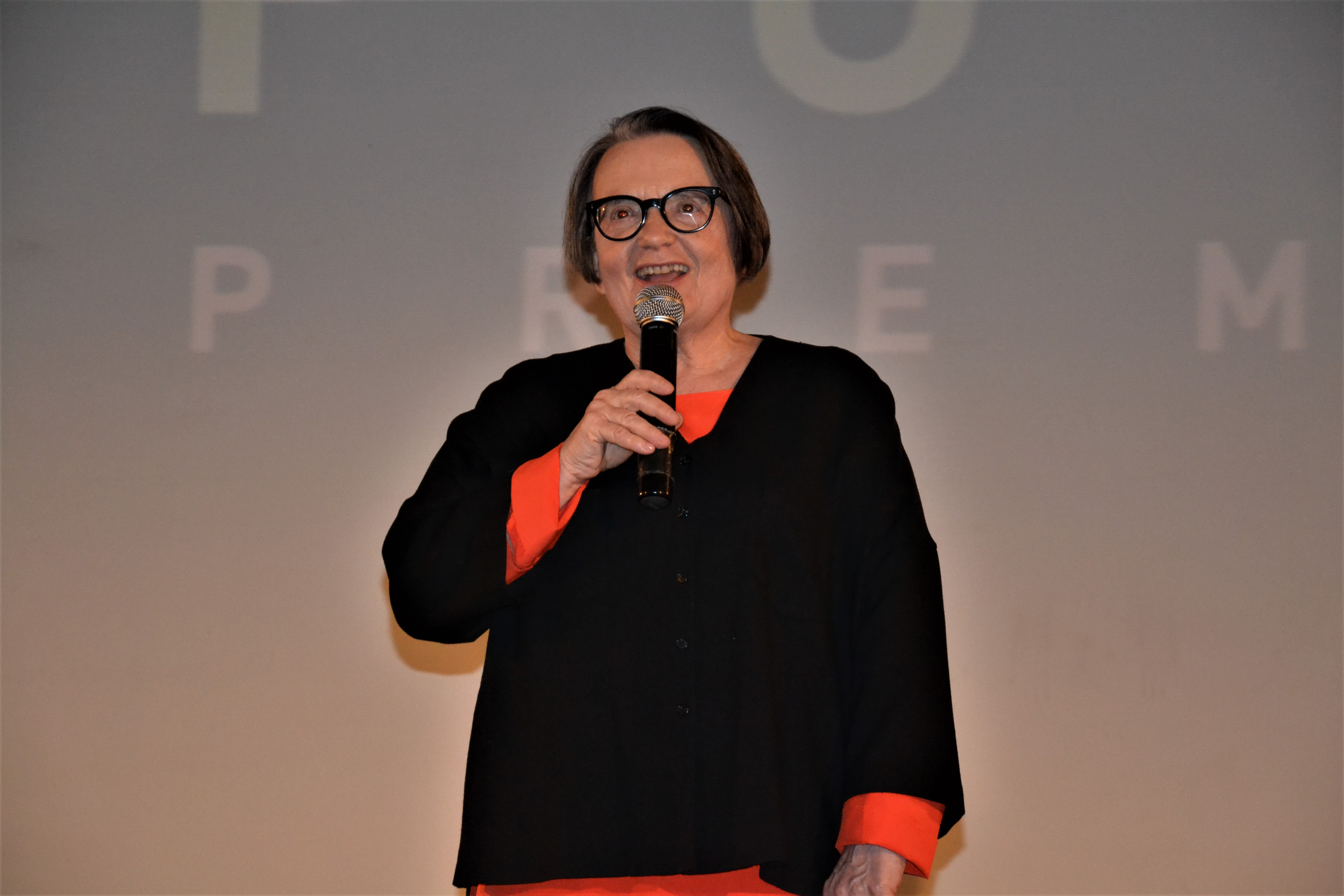
Agnieszka Holland

Agnieszka Holland (Warschau, 28 november 1948) is een Poolse filmregisseuse en scenarioschrijfster die sinds 1994 in Hollywood actief is.

## Biografie
Holland werd geboren in Warschau als dochter van de Poolse journalisten Irena en Henryk Holland. Na de middelbare school besloot ze aan de Praagse filmacademie te gaan studeren Ze studeerde af in 1971 aan de film- en tv-school van de Academie voor Muzikale Kunsten in Praag. Na terugkomst in Polen werd Holland assistent-regisseur bij de Poolse regisseurs Krzysztof Zanussi en Andrzej Wajda. Als zodanig werkte ze mee aan Zanussi's film Iluminacja (1973) en Wajda's film Danton (1982). In 1970 debuteerde ze als regisseur met de film Grzech Boga waarna ze in 1978 doorbrak met de film Aktorzy prowincjonalni. Drie jaar later vertrok ze naar Frankrijk, alwaar ze tot 1993 als filmregisseur en scenarioschrijver actief was. Daarna ging ze werken in Hollywood, waar ze de film Total Eclipse (1995) opnam. Daarna regisseerde ze een nog een aantal films alsmede afleveringen van Amerikaanse televisieseries zoals The Wire, The Killing en House of Cards.

## Filmografie (selectie)
- Zielona granica (Green Border) (2023)
- Šarlatán (2020)
- Mr. Jones (2019)
- Spoor (2017)
- Rosemary's Baby (tweedelige televisiefilm, 2014)
- Burning Bush (driedelige televisieminiserie, 2013)
- In Darkness (2011)
- Copying Beethoven (2006)
- Julia Walking Home (2002)
- Golden Dreams (documentaire, 2001)
- The Third Miracle (1999)
- Washington Square (1997)
- Total Eclipse (1995)
- The Secret Garden (1993)
- Olivier, Olivier (1992)
- Europa Europa (1990)
- To Kill a Priest (1988)
- Bittere Ernte (1985)
- Interrogation (1982)
- Fever (1980)
- Aktorzy prowincjonalni (1978)

## Prijzen
- Op 2 mei 2024 kreeg ze voor haar film Green Border de prijs persvrijheidprijs van de VUB, ULB en de Erasmushogeschool Brussel.[1]